# Mimi Leder
Miriam "Mimi" Leder (Nueva York; 26 de enero de 1952) es una directora y productora de televisión y cine estadounidense.

## Biografía
Es hija del director de cine independiente Paul Leder (1923-1996) y de Etyl Leder, quien fue prisionera en Auschwitz, donde conoció a su marido, entonces integrante de las fuerzas de liberación del general George Patton; tiene dos hermanos: el guionista Reuben Leder (1950) y Geraldine Leder (1962). Está casada con el actor Gary Werntz desde 1986 y juntos tienen una hija, Hannah Werntz (1986).

## Carrera
Leder comenzó su carrera como supervisora de guiones en películas como Spawn of the Slithis (1978), Dummy (1979), The Boy Who Drank Too Much (1980) y A Long Way Home (1980), y en series de televisión como Hill Street Blues (1981), donde conoció a los productores Steven Bochco y Gregory Hoblit, quienes la contrataron para dirigir un episodio de L.A. Law.
A finales de los 80 dirigió episodios de las series Crime Story, The Bronx Zoo, Midnight Caller y China Beach, siendo nominada por esta última a cuatro Emmys. Ya en los 90 fue directora habitual en la serie médica ER, emergencias (1994–2009), donde llamó la atención de Steven Spielberg, que la contrató para dirigir El pacificador (1997), una película de acción al que dio un toque dramático.
Continuó trabajando para DreamWorks con la película de catástrofe Deep Impact (1998) y Pay It Forward (2000) y rodó una película sobre la historia de amor de sus padres, Sentimental Journey (1999). Desde entonces, Leder ha compaginado la dirección y la producción de series televisivas como The Beast (2001), John Doe (2002), Jonny Zero (2005) y Vanished (2006). Posteriormente dirigió The Code (Thick As Thieves) (2009) y On the Basis of Sex (Una cuestión de género / La voz de la igualdad ) (2018).